# Jäkälätunturi
Jäkälätunturi är en kulle i Finland.   Den ligger i den ekonomiska regionen  Östra Lapplands ekonomiska region  och landskapet Lappland, i den norra delen av landet, 800 km norr om huvudstaden Helsingfors. Toppen på Jäkälätunturi är 560 meter över havet, eller 262 meter över den omgivande terrängen. Bredden vid basen är 7,2 km.
Terrängen runt Jäkälätunturi är platt västerut, men österut är den kuperad.Runt Jäkälätunturi är det mycket glesbefolkat, med 2 invånare per kvadratkilometer. Det finns inga samhällen i närheten. 